# Raffaele Danzi

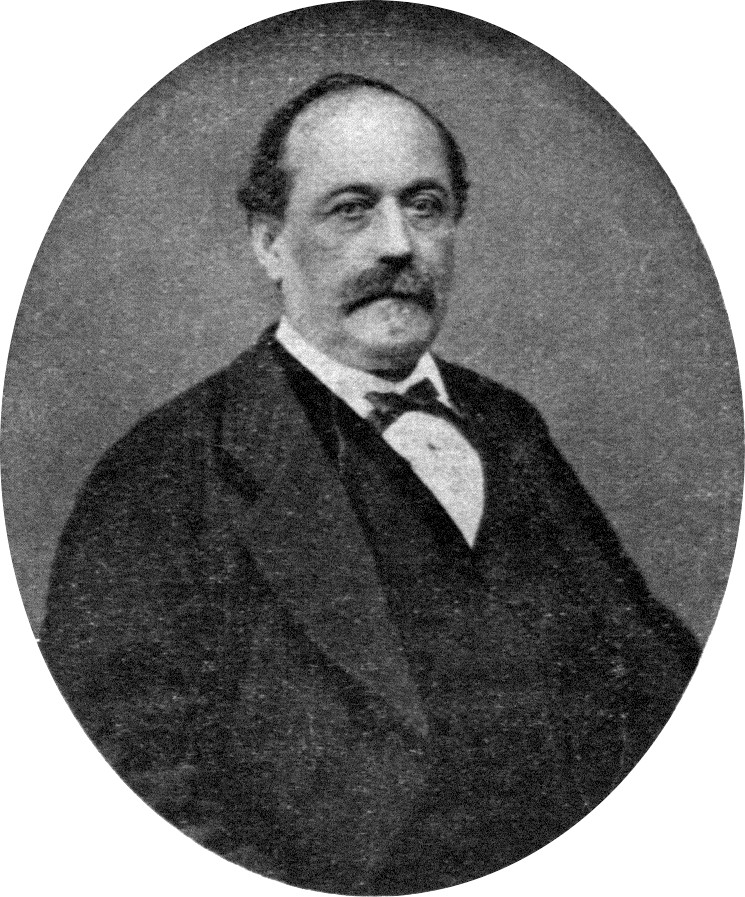

Raffaele Danzi (Potenza, 1818 – Potenza, 2 maggio 1891) è stato un poeta italiano.

## Biografia
Raffaele Danzi nacque a Potenza nel 1818. Figlio di uno “speziale”, ben presto iniziò a lavorare, prima come aiuto tipografo e poi come restauratore di statue e "figurine”. A ventidue anni sposò Antonia Maria Uva, da cui ebbe tre figli.
Danzi era, innanzitutto, uno spirito ribelle, repubblicano ed anticlericale, che collaborava a fogli volanti con poesie in dialetto improntate ad una satira arguta e intelligente. Che non fosse solo un semplice poeta vernacolare lo prova il suo rapporto con intellettuali suoi conterranei, tra cui Luigi Grippo, Nicola Sole e Leopoldo Viggiani. Proprio Grippo e Viggiani, nel 1879, pubblicarono il suo libello Poesie a dengua putenzesa, nelle cui 33 poesie Danzi denunciava la miseria dei suoi concittadini.
Il poeta potentino morì, il 2 maggio 1891, all'età di 73 anni.

## Opere
Vent'anni dopo la morte di Danzi, Michele Marino, nel 1912, curò un altro libretto di sue poesie, in cui ricordava il vernacoliere:
Di sentimenti conservatori, Danzi riesce più immediato non quando rievoca le vicende risorgimentali, ma, piuttosto, quando rappresenta, con accenti umili e immediati, la percezione che di esse si aveva nelle cuntane (i vicoli) e nei sottani in cui i potentini vivevano quotidianamente vicende di miseria e difficoltà nel "campare" la giornata. 
Egli, «Poeta estemporaneo di estrazione popolare (...) con la sua facile vena», rappresenta l'anima popolana della città capoluogo e più che poeta è un bravo verseggiatore, che, con i suoi componimenti, risulta un utile complemento alle vicende e agli usi raccontati dal contemporaneo Raffaele Riviello.

### Edizioni
- Poesie a dengua putenzesa, Potenza, tipi Santanello, 1879; 49 pp.
- Poesie scelte in dialetto potentino, Potenza, Tip. Garramone e Marchesiello, 1912; 49 pp.

### Studi
- P. Pistone, Raffaele Danzi: il cantore in vernacolo del Risorgimento lucano, Potenza, Ermes, 2003.